# Callosciurus nigrovittatus
Callosciurus nigrovittatus es una especie de roedor de la familia Sciuridae.

## Distribución geográfica
Se encuentran en Indonesia, Malasia, Tailandia y  Vietnam.